# Schoenoplectiella vohemarensis
Schoenoplectiella vohemarensis är en halvgräsart som först beskrevs av Henri Chermezon, och fick sitt nu gällande namn av Kaare Arnstein Lye. Schoenoplectiella vohemarensis ingår i släktet Schoenoplectiella och familjen halvgräs.
Artens utbredningsområde är Madagaskar. Inga underarter finns listade i Catalogue of Life.